# Liste der Kulturdenkmale in Berlin-Wedding

Lage von Wedding in Berlin

In der Liste der Kulturdenkmale von Wedding sind die Kulturdenkmale des Berliner Ortsteils Wedding im Bezirk Mitte aufgeführt.

## Denkmalbereiche (Ensembles)
| Nr.      | Lage | Offizielle Bezeichnung | Bestandteile / Beschreibung | Bild                                |
| -------- | --- | --- | --- | ----------------------------------- |
| 09030152 | Afrikanische Straße 139–148, 150, 152–154, 156 Anna-Mungunda-Allee 3–26 Damarastraße Maji-Maji-Allee 1–2 Manga-Bell-Platz 1–26, 28/32 Mohasistraße Müllerstraße 92, 94–105A Swakopmunder Straße 2/44 Togostraße 25U-33, 38–42G Usambarastraße 5–7B Windhuker Straße 52/60G (Lage) | Friedrich-Ebert-Siedlung mit Wohnanlagen am Manga-Bell-Platz (Afrikanisches Viertel) Gesamtanlage siehe: Afrikanische Straße 139–148… | Weitere Bestandteile des Ensembles: | Weitere Bestandteile des Ensembles: |
| 09030152 | Afrikanische Straße 139–148, 150, 152–154, 156 Anna-Mungunda-Allee 3–26 Damarastraße Maji-Maji-Allee 1–2 Manga-Bell-Platz 1–26, 28/32 Mohasistraße Müllerstraße 92, 94–105A Swakopmunder Straße 2/44 Togostraße 25U-33, 38–42G Usambarastraße 5–7B Windhuker Straße 52/60G (Lage) | Friedrich-Ebert-Siedlung mit Wohnanlagen am Manga-Bell-Platz (Afrikanisches Viertel) Gesamtanlage siehe: Afrikanische Straße 139–148… | 09030154 – Togostraße 38–42G / Damarastraße / Swakopmunder Straße 2/20 / Windhuker Straße 52/60G, Friedrich-Ebert-Siedlung, Block III, 10 Wohnzeilen, 1930–1931 von Bruno Taut                                                                            | Afrikanische Straße                 |
| 09030152 | Afrikanische Straße 139–148, 150, 152–154, 156 Anna-Mungunda-Allee 3–26 Damarastraße Maji-Maji-Allee 1–2 Manga-Bell-Platz 1–26, 28/32 Mohasistraße Müllerstraße 92, 94–105A Swakopmunder Straße 2/44 Togostraße 25U-33, 38–42G Usambarastraße 5–7B Windhuker Straße 52/60G (Lage) | Friedrich-Ebert-Siedlung mit Wohnanlagen am Manga-Bell-Platz (Afrikanisches Viertel) Gesamtanlage siehe: Afrikanische Straße 139–148… | 09030155 – Anna-Mungunda-Allee 3–26 / Maji-Maji-Allee 1–2 / Manga-Bell-Platz 1–26, 28/32 / Müllerstraße 99–105A / Togostraße 25P-W / Usambarastraße 5–7B, Wohnanlagen am Manga-Bell-Platz, 5 Wohnzeilen, 1937–1939 von Werner Harting und Wolfgang Werner | Wohnanlage Manga-Bell-Platz         |
| 09030152 | Afrikanische Straße 139–148, 150, 152–154, 156 Anna-Mungunda-Allee 3–26 Damarastraße Maji-Maji-Allee 1–2 Manga-Bell-Platz 1–26, 28/32 Mohasistraße Müllerstraße 92, 94–105A Swakopmunder Straße 2/44 Togostraße 25U-33, 38–42G Usambarastraße 5–7B Windhuker Straße 52/60G (Lage) | Friedrich-Ebert-Siedlung mit Wohnanlagen am Manga-Bell-Platz (Afrikanisches Viertel) Gesamtanlage siehe: Afrikanische Straße 139–148… | 3 Wohnzeilen an der Müllerstraße |                                     |
| 09030156 | Antonstraße 10–11, 36–37 Plantagenstraße 15–17 Ruheplatzstraße 3–4 (Lage) | Schulkomplex Antonstraße Gesamtanlage siehe: Antonstraße 10–11…                                                                       | Weiterer Bestandteil des Ensembles: | Weiterer Bestandteil des Ensembles: |
| 09030156 | Antonstraße 10–11, 36–37 Plantagenstraße 15–17 Ruheplatzstraße 3–4 (Lage) | Schulkomplex Antonstraße Gesamtanlage siehe: Antonstraße 10–11…                                                                       | 09030158 – Ruheplatzstraße 3, ehem. Bezirkswerkstätte, 1919 von Johann Ullmann |                                     |

## Denkmalbereiche (Gesamtanlagen)
| Nr.      | Lage | Offizielle Bezeichnung | Beschreibung | Bild                                                                     |
| -------- | --- | --- | --- | ------------------------------------------------------------------------ |
| 09030281 | Afrikanische Straße 15/23, 29/33, 37/41 Dualastraße 12A–B Sambesistraße 10A Tangastraße 8A–B Ugandastraße 8A–B (Lage)                                                                               | Wohnanlage | 3 Wohnzeilen, 1926–1927 von Ludwig Mies van der Rohe | Tangastraße 8A–B                                                         |
| 09030281 | Afrikanische Straße 15/23, 29/33, 37/41 Dualastraße 12A–B Sambesistraße 10A Tangastraße 8A–B Ugandastraße 8A–B (Lage)                                                                               | Wohnanlage | Kopfbau |                                                                          |
| 09030153 | Afrikanische Straße 139–148, 150, 152–154, 156 Mohasistraße Müllerstraße 92, 94–98G Swakopmunder Straße 22/44 Togostraße 26–33 Usambarastraße (Lage)                                                | Friedrich-Ebert-Siedlung Bestandteil des Ensembles: Afrikanische Straße                                                         | Baublock I, 8 Wohnzeilen, 1929–1930 von Mebes & Emmerich |                                                                          |
| 09030153 | Afrikanische Straße 139–148, 150, 152–154, 156 Mohasistraße Müllerstraße 92, 94–98G Swakopmunder Straße 22/44 Togostraße 26–33 Usambarastraße (Lage)                                                | Friedrich-Ebert-Siedlung Bestandteil des Ensembles: Afrikanische Straße                                                         | Baublock II, 10 Wohnzeilen, 1929–1930 von Mebes & Emmerich | Block Togostraße 32                                                      |
| 09030153 | Afrikanische Straße 139–148, 150, 152–154, 156 Mohasistraße Müllerstraße 92, 94–98G Swakopmunder Straße 22/44 Togostraße 26–33 Usambarastraße (Lage)                                                | Friedrich-Ebert-Siedlung Bestandteil des Ensembles: Afrikanische Straße                                                         | Gedenkstein für Friedrich Ebert, 1931 von Fritz Enke |                                                                          |
| 09030157 | Antonstraße 10–11, 36–37 Plantagenstraße 15–17 Ruheplatzstraße 4 (Lage) | 75. Gemeindeschule und 14. und 72. Gemeindeschule Bestandteil des Ensembles: Antonstraße                                        | 75. Gemeindeschule, 1910–1911 von Ludwig Hoffmann und Neumann |                                                                          |
| 09030157 | Antonstraße 10–11, 36–37 Plantagenstraße 15–17 Ruheplatzstraße 4 (Lage) | 75. Gemeindeschule und 14. und 72. Gemeindeschule Bestandteil des Ensembles: Antonstraße                                        | Lehrerwohnhaus |                                                                          |
| 09030157 | Antonstraße 10–11, 36–37 Plantagenstraße 15–17 Ruheplatzstraße 4 (Lage) | 75. Gemeindeschule und 14. und 72. Gemeindeschule Bestandteil des Ensembles: Antonstraße                                        | 14. und 72. Gemeindeschule, 1912–1913 von Ludwig Hoffmann und Neumann                                                                                            | 75. Gemeindeschule und 14. und 72. Gemeindeschule                        |
| 09030157 | Antonstraße 10–11, 36–37 Plantagenstraße 15–17 Ruheplatzstraße 4 (Lage) | 75. Gemeindeschule und 14. und 72. Gemeindeschule Bestandteil des Ensembles: Antonstraße                                        | Lehrerwohnhaus |                                                                          |
| 09030282 | Aroser Allee 29–30, 32/36, 38–57, 59 Barfusstraße 35–36 Holländerstraße 95–103 Schillerhof 1–10 Winkelriedstraße 1–11 (Lage)                                                                        | Schillerhof-Siedlung | Schillerhof, 1925–1927 von Erich Glas | Schillerhof-Siedlung                                                     |
| 09030282 | Aroser Allee 29–30, 32/36, 38–57, 59 Barfusstraße 35–36 Holländerstraße 95–103 Schillerhof 1–10 Winkelriedstraße 1–11 (Lage)                                                                        | Schillerhof-Siedlung | 3 Wohnzeilen an Aroser Allee, 1925–1927 von Erich Glas | Schillerhof-Siedlung                                                     |
| 09030282 | Aroser Allee 29–30, 32/36, 38–57, 59 Barfusstraße 35–36 Holländerstraße 95–103 Schillerhof 1–10 Winkelriedstraße 1–11 (Lage)                                                                        | Schillerhof-Siedlung | 2 Wohnzeilen an Winkelriedstraße | Schillerhof-Siedlung                                                     |
| 09030283 | Augustenburger Platz 1 Amrumer Straße 29 Föhrer Straße 14, 15 Nordufer Sylter Straße (Lage) | Rudolf-Virchow-Krankenhaus | Hauptgebäude, 1899–1906 von Ludwig Hoffmann |                                                                          |
| 09030283 | Augustenburger Platz 1 Amrumer Straße 29 Föhrer Straße 14, 15 Nordufer Sylter Straße (Lage) | Rudolf-Virchow-Krankenhaus | 3-Flügel-Anlage an der Augustenburger Straße, ehemaliges Krankenhaus für Haut- und Geschlechtskrankheiten                                                        |                                                                          |
| 09030283 | Augustenburger Platz 1 Amrumer Straße 29 Föhrer Straße 14, 15 Nordufer Sylter Straße (Lage) | Rudolf-Virchow-Krankenhaus | Beamtenwohnhaus nördlich der 3-Flügel-Anlage |                                                                          |
| 09030283 | Augustenburger Platz 1 Amrumer Straße 29 Föhrer Straße 14, 15 Nordufer Sylter Straße (Lage) | Rudolf-Virchow-Krankenhaus | Beamtenwohnhaus südlich der 3-Flügel-Anlage |                                                                          |
| 09030283 | Augustenburger Platz 1 Amrumer Straße 29 Föhrer Straße 14, 15 Nordufer Sylter Straße (Lage) | Rudolf-Virchow-Krankenhaus | zwei Krankenpavillons der 10. Reihe |                                                                          |
| 09030283 | Augustenburger Platz 1 Amrumer Straße 29 Föhrer Straße 14, 15 Nordufer Sylter Straße (Lage) | Rudolf-Virchow-Krankenhaus | ein Krankenpavillon der 11. Reihe |                                                                          |
| 09030283 | Augustenburger Platz 1 Amrumer Straße 29 Föhrer Straße 14, 15 Nordufer Sylter Straße (Lage) | Rudolf-Virchow-Krankenhaus | Kopfbau des ehemaligen südlichen Krankenpavillons der 1. Reihe                                                                                                   |                                                                          |
| 09030283 | Augustenburger Platz 1 Amrumer Straße 29 Föhrer Straße 14, 15 Nordufer Sylter Straße (Lage) | Rudolf-Virchow-Krankenhaus | Kapelle, Kopfbau des ehemaligen nördlichen Krankenpavillons der 1. Reihe                                                                                         |                                                                          |
| 09030283 | Augustenburger Platz 1 Amrumer Straße 29 Föhrer Straße 14, 15 Nordufer Sylter Straße (Lage) | Rudolf-Virchow-Krankenhaus | Pathologisches Institut |                                                                          |
| 09030283 | Augustenburger Platz 1 Amrumer Straße 29 Föhrer Straße 14, 15 Nordufer Sylter Straße (Lage) | Rudolf-Virchow-Krankenhaus | Pförtnerhaus an der Sylter Straße |                                                                          |
| 09030283 | Augustenburger Platz 1 Amrumer Straße 29 Föhrer Straße 14, 15 Nordufer Sylter Straße (Lage) | Rudolf-Virchow-Krankenhaus | Wasserturm | Kesselhaus                                                               |
| 09030283 | Augustenburger Platz 1 Amrumer Straße 29 Föhrer Straße 14, 15 Nordufer Sylter Straße (Lage) | Rudolf-Virchow-Krankenhaus | Maschinenhaus |                                                                          |
| 09030283 | Augustenburger Platz 1 Amrumer Straße 29 Föhrer Straße 14, 15 Nordufer Sylter Straße (Lage) | Rudolf-Virchow-Krankenhaus | Garage |                                                                          |
| 09030283 | Augustenburger Platz 1 Amrumer Straße 29 Föhrer Straße 14, 15 Nordufer Sylter Straße (Lage) | Rudolf-Virchow-Krankenhaus | Küche |                                                                          |
| 09030283 | Augustenburger Platz 1 Amrumer Straße 29 Föhrer Straße 14, 15 Nordufer Sylter Straße (Lage) | Rudolf-Virchow-Krankenhaus | Beamtenwohnhaus |                                                                          |
| 09030283 | Augustenburger Platz 1 Amrumer Straße 29 Föhrer Straße 14, 15 Nordufer Sylter Straße (Lage) | Rudolf-Virchow-Krankenhaus | Beamtenwohnhaus Föhrer Straße 18 |                                                                          |
| 09030283 | Augustenburger Platz 1 Amrumer Straße 29 Föhrer Straße 14, 15 Nordufer Sylter Straße (Lage) | Rudolf-Virchow-Krankenhaus | Einfriedung |                                                                          |
| 09030287 | Bristolstraße 1/27 Barfusstraße 23/31 Corker Straße 3/7, 19/23, 25–30, 32–35 Dubliner Straße 62/66 Holländerstraße 80–84 Oxforder Straße 3–12, 14 Windsorer Straße 3–11 (Englisches Viertel) (Lage) | Siedlung Schillerpark Teil des Welterbes Siedlungen der Berliner Moderne                                                        | Gasleuchten |                                                                          |
| 09030287 | Bristolstraße 1/27 Barfusstraße 23/31 Corker Straße 3/7, 19/23, 25–30, 32–35 Dubliner Straße 62/66 Holländerstraße 80–84 Oxforder Straße 3–12, 14 Windsorer Straße 3–11 (Englisches Viertel) (Lage) | Siedlung Schillerpark Teil des Welterbes Siedlungen der Berliner Moderne                                                        | I. Bauabschnitt, 1924–1925 von Bruno Taut und Franz Hoffmann (Taut & Hoffmann), Teilwiederaufbau 1951 von Max Taut (siehe auch Gartendenkmal Bristolstraße 1/11) | Bristolstraße                                                            |
| 09030287 | Bristolstraße 1/27 Barfusstraße 23/31 Corker Straße 3/7, 19/23, 25–30, 32–35 Dubliner Straße 62/66 Holländerstraße 80–84 Oxforder Straße 3–12, 14 Windsorer Straße 3–11 (Englisches Viertel) (Lage) | Siedlung Schillerpark Teil des Welterbes Siedlungen der Berliner Moderne                                                        | II. Bauabschnitt, 1927–1928 von Bruno Taut und Franz Hoffmann | Bristolstraße                                                            |
| 09030287 | Bristolstraße 1/27 Barfusstraße 23/31 Corker Straße 3/7, 19/23, 25–30, 32–35 Dubliner Straße 62/66 Holländerstraße 80–84 Oxforder Straße 3–12, 14 Windsorer Straße 3–11 (Englisches Viertel) (Lage) | Siedlung Schillerpark Teil des Welterbes Siedlungen der Berliner Moderne                                                        | III. Bauabschnitt, 1929–1930 von Bruno Taut und Franz Hoffmann                                                                                                   | Bristolstraße                                                            |
| 09030287 | Bristolstraße 1/27 Barfusstraße 23/31 Corker Straße 3/7, 19/23, 25–30, 32–35 Dubliner Straße 62/66 Holländerstraße 80–84 Oxforder Straße 3–12, 14 Windsorer Straße 3–11 (Englisches Viertel) (Lage) | Siedlung Schillerpark Teil des Welterbes Siedlungen der Berliner Moderne                                                        | IV. Bauabschnitt, 1954 von Hans Hoffmann | Bristolstraße                                                            |
| 09030287 | Bristolstraße 1/27 Barfusstraße 23/31 Corker Straße 3/7, 19/23, 25–30, 32–35 Dubliner Straße 62/66 Holländerstraße 80–84 Oxforder Straße 3–12, 14 Windsorer Straße 3–11 (Englisches Viertel) (Lage) | Siedlung Schillerpark Teil des Welterbes Siedlungen der Berliner Moderne                                                        | V. Bauabschnitt, 1955–1956 & 1959 von Hans Hoffmann |                                                                          |
| 09030289 | Dubliner Straße 3/7, 9–28 Edinburger Straße 57/79 Glasgower Straße 9–15, 17–21, 23–24A Liverpooler Straße 2/30 Müllerstraße 70B–C Schöningstraße 4–5, 9–14, 20–23 (Lage)                            | Wohnanlage | 7 Teile in 5 Baublöcken, 1927–1930 von Erich Glas | Edinburger Straße Wohnanlage                                             |
| 09030289 | Dubliner Straße 3/7, 9–28 Edinburger Straße 57/79 Glasgower Straße 9–15, 17–21, 23–24A Liverpooler Straße 2/30 Müllerstraße 70B–C Schöningstraße 4–5, 9–14, 20–23 (Lage)                            | Wohnanlage | Gasleuchten |                                                                          |
| 09030296 | Guineastraße 17, 18 Togostraße 58–60 (Lage) | Rehberge-Grundschule & Goethepark-Grundschule                                                                                   | Schulkindergarten, 1955–1959 vom Hochbauamt Wedding |                                                                          |
| 09030296 | Guineastraße 17, 18 Togostraße 58–60 (Lage) | Rehberge-Grundschule & Goethepark-Grundschule                                                                                   | Goethepark-Grundschule, 1955–1959 vom Hochbauamt Wedding |                                                                          |
| 09030296 | Guineastraße 17, 18 Togostraße 58–60 (Lage) | Rehberge-Grundschule & Goethepark-Grundschule                                                                                   | Rehberge-Grundschule, 1955–1959 vom Hochbauamt Wedding |                                                                          |
| 09030296 | Guineastraße 17, 18 Togostraße 58–60 (Lage) | Rehberge-Grundschule & Goethepark-Grundschule                                                                                   | Schulgebäude, 1955–1959 vom Hochbauamt Wedding |                                                                          |
| 09030296 | Guineastraße 17, 18 Togostraße 58–60 (Lage) | Rehberge-Grundschule & Goethepark-Grundschule                                                                                   | Turnhalle, 1955–1959 vom Hochbauamt Wedding |                                                                          |
| 09030296 | Guineastraße 17, 18 Togostraße 58–60 (Lage) | Rehberge-Grundschule & Goethepark-Grundschule                                                                                   | Aula, 1955–1959 vom Hochbauamt Wedding | Rehberge-Grundschule                                                     |
| 09030296 | Guineastraße 17, 18 Togostraße 58–60 (Lage) | Rehberge-Grundschule & Goethepark-Grundschule                                                                                   | Freiflächengestaltung |                                                                          |
| 09030299 | Kurt-Schumacher-Damm 41/167 (Lage) | Ehem. Kaserne für das „Luftwaffen-Infanterie-Regiment General Göring“ (1945–1994 Quartier Napoléon, heute Julius-Leber-Kaserne) | Kasernenbauten, 1936–1939 von Schneidt |                                                                          |
| 09030299 | Kurt-Schumacher-Damm 41/167 (Lage) | Ehem. Kaserne für das „Luftwaffen-Infanterie-Regiment General Göring“ (1945–1994 Quartier Napoléon, heute Julius-Leber-Kaserne) | Mannschafts- und Versorgungsgebäuden des Luftschifferbataillons Nr. 1, um 1900                                                                                   |                                                                          |
| 09030299 | Kurt-Schumacher-Damm 41/167 (Lage) | Ehem. Kaserne für das „Luftwaffen-Infanterie-Regiment General Göring“ (1945–1994 Quartier Napoléon, heute Julius-Leber-Kaserne) | St.-Louis-Kirche, 1952–1953 von André Chatelain und Krafft | Kurt-Schumacher-Damm St.-Louis-Kirche                                    |
| 09030299 | Kurt-Schumacher-Damm 41/167 (Lage) | Ehem. Kaserne für das „Luftwaffen-Infanterie-Regiment General Göring“ (1945–1994 Quartier Napoléon, heute Julius-Leber-Kaserne) | Kino L’Aiglon und Hotel, 1955–1956 von Hans Wolff-Grohmann | Kurt-Schumacher-Damm Kino L’Aiglon                                       |
| 09030300 | Lütticher Straße 37–39 Antwerpener Straße 15 Ostender Straße 39–40 Limburger Straße (Lage) | 53. und 300. Gemeindeschule, Diesterweg-Realschule und Technische Mittelschule                                                  | Schulschloss, 1908–1910 von Ludwig Hoffmann, Georg Matzdorff, Straßmann, Salingré, Buchholz und Julius Gerecke                                                   | Haus Beuth                                                               |
| 09030300 | Lütticher Straße 37–39 Antwerpener Straße 15 Ostender Straße 39–40 Limburger Straße (Lage) | 53. und 300. Gemeindeschule, Diesterweg-Realschule und Technische Mittelschule                                                  | Lehrerwohnhaus | Haus Beuth                                                               |
| 09030300 | Lütticher Straße 37–39 Antwerpener Straße 15 Ostender Straße 39–40 Limburger Straße (Lage) | 53. und 300. Gemeindeschule, Diesterweg-Realschule und Technische Mittelschule                                                  | Aula im Hof | Haus Beuth                                                               |
| 09030300 | Lütticher Straße 37–39 Antwerpener Straße 15 Ostender Straße 39–40 Limburger Straße (Lage) | 53. und 300. Gemeindeschule, Diesterweg-Realschule und Technische Mittelschule                                                  | Einfriedung | Haus Beuth                                                               |
| 09030301 | Lütticher Straße 47–48 Seestraße 28 (Lage) | 55. und 301. Gemeindeschule und 20. Hilfsschule                                                                                 | Schulen im Hof, 1912–1913 von Ludwig Hoffmann und Johann Ullmann                                                                                                 |                                                                          |
| 09030301 | Lütticher Straße 47–48 Seestraße 28 (Lage) | 55. und 301. Gemeindeschule und 20. Hilfsschule                                                                                 | Lehrerwohnhaus mit Turnhalle, 1912–1913 von Ludwig Hoffmann und Johann Ullmann                                                                                   |                                                                          |
| 09030302 | Luxemburger Straße 20–20A Amrumer Straße Limburger Straße 18 Lütticher Straße (Lage) | Staatliche Ingenieurschule Gauß                                                                                                 | Hauptgebäude, 1960–1964 von Herbert Rimpl | Haus Gauß                                                                |
| 09030302 | Luxemburger Straße 20–20A Amrumer Straße Limburger Straße 18 Lütticher Straße (Lage) | Staatliche Ingenieurschule Gauß                                                                                                 | Labortrakt, 1960–1964 von Herbert Rimpl | Haus Gauß                                                                |
| 09030302 | Luxemburger Straße 20–20A Amrumer Straße Limburger Straße 18 Lütticher Straße (Lage) | Staatliche Ingenieurschule Gauß                                                                                                 | Aula, 1960–1964 von Herbert Rimpl | Haus Gauß                                                                |
| 09030399 | Müllerstraße 44–45 (Lage) | Totengräberwohnhaus und Grabmale auf dem Sankt-Philippus-Apostel-Kirchhof                                                       | Totengräberwohnhaus, 1867 von Edward Schmidt | Totengräberhaus                                                          |
| 09030399 | Müllerstraße 44–45 (Lage) | Totengräberwohnhaus und Grabmale auf dem Sankt-Philippus-Apostel-Kirchhof                                                       | Grabmal Familie Robert Rohn, 1909 |                                                                          |
| 09030399 | Müllerstraße 44–45 (Lage) | Totengräberwohnhaus und Grabmale auf dem Sankt-Philippus-Apostel-Kirchhof                                                       | Grabmal Ernst Behner, 1913 | St. Philippus-Apostel-Kirchhof Grabmal Behner                            |
| 09030399 | Müllerstraße 44–45 (Lage) | Totengräberwohnhaus und Grabmale auf dem Sankt-Philippus-Apostel-Kirchhof                                                       | Grabmal Kurt Klemke, 1924 |                                                                          |
| 09030399 | Müllerstraße 44–45 (Lage) | Totengräberwohnhaus und Grabmale auf dem Sankt-Philippus-Apostel-Kirchhof                                                       | Grabmal Wittler, um 1925 | St. Philippus-Apostel-Kirchhof Grabmal Wittler                           |
| 09030399 | Müllerstraße 44–45 (Lage) | Totengräberwohnhaus und Grabmale auf dem Sankt-Philippus-Apostel-Kirchhof                                                       | Mausoleum Bathmann, 1927–1928 von A. Conrad | St. Philippus-Apostel-Kirchhof Mausoleum Bathmann                        |
| 09030399 | Müllerstraße 44–45 (Lage) | Denkmalverlust: | Grabmal Schöttler, 1925 von Renée Sintenis, seit 1989 eingelagert in der Kapelle                                                                                 |                                                                          |
| 09030303 | Müllerstraße 49 Edinburger Straße 9/23 Türkenstraße 9–13 (Lage) | U-Bahn-Hauptwerkstatt der Nordsüdbahn AG                                                                                        | Abstell- und Revisionshalle (Betriebswerkstatt), 1917–1922 von Sittenfeld, erweitert 1925–1927 von Borchardt, wiederaufgebaut 1946                               |                                                                          |
| 09030303 | Müllerstraße 49 Edinburger Straße 9/23 Türkenstraße 9–13 (Lage) | U-Bahn-Hauptwerkstatt der Nordsüdbahn AG                                                                                        | Wohnbebauung an der Türkenstraße | U-Bahn-Hauptwerkstatt                                                    |
| 09030303 | Müllerstraße 49 Edinburger Straße 9/23 Türkenstraße 9–13 (Lage) | U-Bahn-Hauptwerkstatt der Nordsüdbahn AG                                                                                        | Werkstatthalle (Hauptwerkstatt), 1919–1922 von Sittenfeld, 1925–1927 von Borchardt                                                                               |                                                                          |
| 09030303 | Müllerstraße 49 Edinburger Straße 9/23 Türkenstraße 9–13 (Lage) | U-Bahn-Hauptwerkstatt der Nordsüdbahn AG                                                                                        | Tor, 1923 von Borchardt | U-Bahn-Hauptwerkstatt                                                    |
| 09030303 | Müllerstraße 49 Edinburger Straße 9/23 Türkenstraße 9–13 (Lage) | U-Bahn-Hauptwerkstatt der Nordsüdbahn AG                                                                                        | Hauptgebäude mit Kesselhaus, 1923–1924 von Borchardt |                                                                          |
| 09030303 | Müllerstraße 49 Edinburger Straße 9/23 Türkenstraße 9–13 (Lage) | U-Bahn-Hauptwerkstatt der Nordsüdbahn AG                                                                                        | Wohnhaus des Betriebsleiters mit Holzlager, 1925–1926 von Borchardt                                                                                              |                                                                          |
| 09030303 | Müllerstraße 49 Edinburger Straße 9/23 Türkenstraße 9–13 (Lage) | U-Bahn-Hauptwerkstatt der Nordsüdbahn AG                                                                                        | Wohnbebauung an der Edinburger Straße, 1925–1926 von T.& O. Hendt                                                                                                | U-Bahn-Hauptwerkstatt                                                    |
| 09030303 | Müllerstraße 49 Edinburger Straße 9/23 Türkenstraße 9–13 (Lage) | U-Bahn-Hauptwerkstatt der Nordsüdbahn AG                                                                                        | Stellwerk, 1978 |                                                                          |
| 09030304 | Müllerstraße 56–57A Barfusstraße 6 Edinburger Straße 31–35 (Lage) | Paul-Gerhardt-Stift | Diakonissen-Mutterhaus mit Kapelle, 1886–1887 | Paul-Gerhardt-Stift                                                      |
| 09030304 | Müllerstraße 56–57A Barfusstraße 6 Edinburger Straße 31–35 (Lage) | Paul-Gerhardt-Stift | Krankenhaustrakt und Isolierstation, 1897–1898 von Ernst Schwartzkopff und Heinrich Theising                                                                     | Paul-Gerhardt-Stift                                                      |
| 09030304 | Müllerstraße 56–57A Barfusstraße 6 Edinburger Straße 31–35 (Lage) | Paul-Gerhardt-Stift | Feierabendheim, 1927–1928 von Otto Rüger, Umbau 1954 | Feierabendheim Edinburgher Straße                                        |
| 09030305 | Müllerstraße 77–81 Belfaster Straße 2/30 Londoner Straße 1/29 (Lage) | Straßenbahn-Betriebshof mit Wohnanlage                                                                                          | Depot, 1925–1927 von Jean Krämer und Gerhard Mensch |                                                                          |
| 09030305 | Müllerstraße 77–81 Belfaster Straße 2/30 Londoner Straße 1/29 (Lage) | Straßenbahn-Betriebshof mit Wohnanlage                                                                                          | Wohnanlage, 1925–1927 von Jean Krämer und Gerhard Mensch | Straßenbahn-Betriebshof                                                  |
| 09030305 | Müllerstraße 77–81 Belfaster Straße 2/30 Londoner Straße 1/29 (Lage) | Straßenbahn-Betriebshof mit Wohnanlage                                                                                          | Bauplastik von Richard Bauroth |                                                                          |
| 09030306 | Müllerstraße 146–147 Genter Straße (Lage) | Rathaus Wedding | 1928–1930 von Friedrich Hellwig | Rathaus Wedding                                                          |
| 09030306 | Müllerstraße 146–147 Genter Straße (Lage) | Rathaus Wedding | Bezirksverordnetensaal, 1964–1966 von Fritz Bornemann | Bezirksverordnetensaal                                                   |
| 09030307 | Müllerstraße 158 Triftstraße Willdenowstraße 11 (Lage) | 39. und 183. sowie 196. Gemeindeschule                                                                                          | 1891–1893 von Hermann Blankenstein und Paul Hesse |                                                                          |
| 09030307 | Müllerstraße 158 Triftstraße Willdenowstraße 11 (Lage) | 39. und 183. sowie 196. Gemeindeschule                                                                                          | Lehrerwohnhaus | 39. und 183. sowie 196. Gemeindeschule                                   |
| 09030307 | Müllerstraße 158 Triftstraße Willdenowstraße 11 (Lage) | 39. und 183. sowie 196. Gemeindeschule                                                                                          | Katholische Schule und Turnhalle |                                                                          |
| 09030410 | Nordufer 15–19 Buchstraße 1–2 Fehmarner Straße 10–12A (Lage) | Wohnanlage mit Hofgärten | 1904–1905 von Paul Kolb |                                                                          |
| 09030410 | Nordufer 15–19 Buchstraße 1–2 Fehmarner Straße 10–12A (Lage) | Wohnanlage mit Hofgärten | Hofgärten, 1904–1905 von Paul Kolb |                                                                          |
| 09030308 | Nordufer 20 Buchstraße Föhrer Straße (Lage) | Königlich Preußisches Institut für Infektionskrankheiten                                                                        | Hauptgebäude, 1897–1900 von Baurat Rösener (Vorentwurf Georg Diestel)                                                                                            | Eingang zum Robert Koch Institut                                         |
| 09030308 | Nordufer 20 Buchstraße Föhrer Straße (Lage) | Königlich Preußisches Institut für Infektionskrankheiten                                                                        | Wutschutzabteilung, 1912–1913 von Mehner, Umbauten für das Robert-Koch-Institut, 1955–1962                                                                       |                                                                          |
| 09030308 | Nordufer 20 Buchstraße Föhrer Straße (Lage) | Königlich Preußisches Institut für Infektionskrankheiten                                                                        | Mausoleum für Robert Koch, 1912 | Epitaph mit Reliefbild von Robert Koch. Dahinter befindet sich die Urne. |
| 09030310 | Ostender Straße 6–28B, 30–38 Amrumer Straße 2/10 Antwerpener Straße 13–14, 38–39 Genter Straße 47/49 Limburger Straße 1/19 Lütticher Straße 12–19, 40–41 (Lage)                                     | Wohnanlagen der Heimstättengesellschaft Primus                                                                                  | Baublock, 1927–1930 von Albert Geßner | Ostender Straße 25–28 B, 1927–30 von Franz Seeck                         |
| 09030310 | Ostender Straße 6–28B, 30–38 Amrumer Straße 2/10 Antwerpener Straße 13–14, 38–39 Genter Straße 47/49 Limburger Straße 1/19 Lütticher Straße 12–19, 40–41 (Lage)                                     | Wohnanlagen der Heimstättengesellschaft Primus                                                                                  | Ostender Straße 25–28 B, 1927–1930 von Franz Seeck | Ostender Straße 25–28 B, 1927–30 von Franz Seeck                         |
| 09030310 | Ostender Straße 6–28B, 30–38 Amrumer Straße 2/10 Antwerpener Straße 13–14, 38–39 Genter Straße 47/49 Limburger Straße 1/19 Lütticher Straße 12–19, 40–41 (Lage)                                     | Wohnanlagen der Heimstättengesellschaft Primus                                                                                  | Ostender Straße 13–24, 1927–1930 von Bruno und Rudolf Möhring | Wohnanlage Ostender Straße                                               |
| 09030310 | Ostender Straße 6–28B, 30–38 Amrumer Straße 2/10 Antwerpener Straße 13–14, 38–39 Genter Straße 47/49 Limburger Straße 1/19 Lütticher Straße 12–19, 40–41 (Lage)                                     | Wohnanlagen der Heimstättengesellschaft Primus                                                                                  | Ostender Straße 6–12, 1927–1930 von Friedrich Hennings | Wohnanlage Ostender Straße                                               |
| 09030311 | Oudenarder Straße 14, 16 Groninger Straße 25/27 Liebenwalder Straße 21, 29 Seestraße 64–65 (Lage)                                                                                                   | Bergmann Elektrizitätswerke AG, später Osram Werk B (Osram-Höfe)                                                                | Gebäude 8 und 10, 1888–1889 von C. und B. Borchardt | ehemaliges OSRAM-Gebäude                                                 |
| 09030311 | Oudenarder Straße 14, 16 Groninger Straße 25/27 Liebenwalder Straße 21, 29 Seestraße 64–65 (Lage)                                                                                                   | Bergmann Elektrizitätswerke AG, später Osram Werk B (Osram-Höfe)                                                                | Gebäude 12, 1896 von Hermann Enders | ehemaliges OSRAM-Gebäude                                                 |
| 09030311 | Oudenarder Straße 14, 16 Groninger Straße 25/27 Liebenwalder Straße 21, 29 Seestraße 64–65 (Lage)                                                                                                   | Bergmann Elektrizitätswerke AG, später Osram Werk B (Osram-Höfe)                                                                | Gebäude 9, 1903 von Hermann Enders | Wedding Liebenwalder Straße 29                                           |
| 09030311 | Oudenarder Straße 14, 16 Groninger Straße 25/27 Liebenwalder Straße 21, 29 Seestraße 64–65 (Lage)                                                                                                   | Bergmann Elektrizitätswerke AG, später Osram Werk B (Osram-Höfe)                                                                | Gebäude 13 und 14, 1904–1906 von Hermann Enders | ehemaliges OSRAM-Gebäude                                                 |
| 09030311 | Oudenarder Straße 14, 16 Groninger Straße 25/27 Liebenwalder Straße 21, 29 Seestraße 64–65 (Lage)                                                                                                   | Bergmann Elektrizitätswerke AG, später Osram Werk B (Osram-Höfe)                                                                | Gebäude 4, 5 und 6, 1905–1910 von Hermann Enders | ehemaliges OSRAM-Gebäude                                                 |
| 09030311 | Oudenarder Straße 14, 16 Groninger Straße 25/27 Liebenwalder Straße 21, 29 Seestraße 64–65 (Lage)                                                                                                   | Bergmann Elektrizitätswerke AG, später Osram Werk B (Osram-Höfe)                                                                | Gebäude 32, 1910 von Richard Schirop | ehemaliges OSRAM-Gebäude                                                 |
| 09030311 | Oudenarder Straße 14, 16 Groninger Straße 25/27 Liebenwalder Straße 21, 29 Seestraße 64–65 (Lage)                                                                                                   | Bergmann Elektrizitätswerke AG, später Osram Werk B (Osram-Höfe)                                                                | Verwaltungs- und Laborgebäude (Gebäude 31), 1912–1914 von Richard Schirop                                                                                        | ehemaliges OSRAM-Gebäude                                                 |
| 09030311 | Oudenarder Straße 14, 16 Groninger Straße 25/27 Liebenwalder Straße 21, 29 Seestraße 64–65 (Lage)                                                                                                   | Bergmann Elektrizitätswerke AG, später Osram Werk B (Osram-Höfe)                                                                | Gebäude 7, 1936–1937 von Waldemar Pattri | ehemalige OSRAM-Gebäude                                                  |
| 09030311 | Oudenarder Straße 14, 16 Groninger Straße 25/27 Liebenwalder Straße 21, 29 Seestraße 64–65 (Lage)                                                                                                   | Bergmann Elektrizitätswerke AG, später Osram Werk B (Osram-Höfe)                                                                | Kesselhaus (Gebäude 11), 1937 von Waldemar Pattri | ehemaliges OSRAM-Gebäude                                                 |
| 09030316 | Reinickendorfer Straße 61–62 Groninger Straße Iranische Straße Oudenarder Straße Seestraße (Lage)                                                                                                   | Kaiser- und Kaiserin-Friedrich-Kinderkrankenhaus                                                                                | Diphtherie-Pavillon und Scharlach-Pavillon, 1888–1890 von Heino Schmieden, Victor v. Weltzien und Rudolf Speer                                                   |                                                                          |
| 09030316 | Reinickendorfer Straße 61–62 Groninger Straße Iranische Straße Oudenarder Straße Seestraße (Lage)                                                                                                   | Kaiser- und Kaiserin-Friedrich-Kinderkrankenhaus                                                                                | Chirurgischer Pavillon, 1890–1891 von Schmieden und Speer |                                                                          |
| 09030316 | Reinickendorfer Straße 61–62 Groninger Straße Iranische Straße Oudenarder Straße Seestraße (Lage)                                                                                                   | Kaiser- und Kaiserin-Friedrich-Kinderkrankenhaus                                                                                | Verwaltungsgebäude, 1909–1911 von Heino Schmieden und Julius Boethke                                                                                             |                                                                          |
| 09030316 | Reinickendorfer Straße 61–62 Groninger Straße Iranische Straße Oudenarder Straße Seestraße (Lage)                                                                                                   | Kaiser- und Kaiserin-Friedrich-Kinderkrankenhaus                                                                                | Pavillons für Infektionskrankheiten, 1911–1912 von Heino Schmieden und Julius Boethke                                                                            |                                                                          |
| 09030316 | Reinickendorfer Straße 61–62 Groninger Straße Iranische Straße Oudenarder Straße Seestraße (Lage)                                                                                                   | Kaiser- und Kaiserin-Friedrich-Kinderkrankenhaus                                                                                | Kessel- und Werkstättenhaus, 1911–1913 von Heino Schmieden und Julius Boethke                                                                                    |                                                                          |
| 09030316 | Reinickendorfer Straße 61–62 Groninger Straße Iranische Straße Oudenarder Straße Seestraße (Lage)                                                                                                   | Kaiser- und Kaiserin-Friedrich-Kinderkrankenhaus                                                                                | Schwesternwohnheim, 1928–1930 von Friedrich Hellwig |                                                                          |
| 09020006 | Reinickendorfer Straße 123 Weddingplatz (Lage) | Ev. Dankeskirche | 1970–1972 von Fritz Bornemann | Dankeskirche                                                             |
| 09020006 | Reinickendorfer Straße 123 Weddingplatz (Lage) | Ev. Dankeskirche | Gemeindehaus |                                                                          |
| 09030317 | S-Bahnhof Wedding Lindower Straße 1 Müllerstraße Reinickendorfer Straße 111A (Lage) | Ringbahnhof Wedding mit Viaduktarkaden                                                                                          | Viaduktarkaden, 1889–1890 | Bahnhof Wedding Lindower Straße                                          |
| 09030317 | S-Bahnhof Wedding Lindower Straße 1 Müllerstraße Reinickendorfer Straße 111A (Lage) | Ringbahnhof Wedding mit Viaduktarkaden                                                                                          | Südarkadenzugang, 1911–1913 |                                                                          |
| 09030317 | S-Bahnhof Wedding Lindower Straße 1 Müllerstraße Reinickendorfer Straße 111A (Lage) | Ringbahnhof Wedding mit Viaduktarkaden                                                                                          | Empfangsgebäude, um 1930 | Bahnhof Wedding Lindower Straße                                          |
| 09030317 | S-Bahnhof Wedding Lindower Straße 1 Müllerstraße Reinickendorfer Straße 111A (Lage) | Denkmalverlust: S-Bahnhof | ab 1872, nach 1996 erneuert, Bahnhof abgerissen | siehe berliner-bahnen.de                                                 |
| 09030318 | Sansibarstraße 2/4, 6–34 Afrikanische Straße 72/90A Otawistraße 31/39 Togostraße 46–55 (Lage) | Wohnanlage | Wohnanlage, 1928–1929 von Heinrich Iwan und Stephan von Zamojski                                                                                                 | Wohnanlage Sansibarstraße                                                |
| 09030318 | Sansibarstraße 2/4, 6–34 Afrikanische Straße 72/90A Otawistraße 31/39 Togostraße 46–55 (Lage) | Wohnanlage | 2 Einzelhäuser |                                                                          |
| 09030319 | Schöningstraße 17 (Lage) | 262. und 276. Gemeindeschule (heute Lessing-Gymnasium)                                                                          | Schule, 1909–1911 von Ludwig Hoffmann, Georg Matzdorff, Straßmann, Häberer, Seidel und Julius Gerecke                                                            | Lessing-Gymnasium Schulgebäude                                           |
| 09030319 | Schöningstraße 17 (Lage) | 262. und 276. Gemeindeschule (heute Lessing-Gymnasium)                                                                          | Lehrerwohnhaus | Lessing-Gymnasium                                                        |
| 09030320 | Seestraße 34–35 Antwerpener Straße 50 (Lage) | Ev. Kapernaumkirche | 1900–1902 von Karl Siebold | Kapernaumkirche                                                          |
| 09030320 | Seestraße 34–35 Antwerpener Straße 50 (Lage) | Ev. Kapernaumkirche | Pfarr- und Gemeindehaus errichtet 1909–1911 von Dinklage, Paulus & Lilloe                                                                                        |                                                                          |
| 09030321 | Seestraße 124 (Lage) | Erbbegräbnisstätten auf dem St. Paul-Kirchhof I                                                                                 | Grabmal der Familie Carl Eicke, 1903 | 09030321 Grabwand                                                        |
| 09030321 | Seestraße 124 (Lage) | Erbbegräbnisstätten auf dem St. Paul-Kirchhof I                                                                                 | Grabmal der Familie Friedrich Goericke, 1907 |                                                                          |
| 09030321 | Seestraße 124 (Lage) | Erbbegräbnisstätten auf dem St. Paul-Kirchhof I                                                                                 | Grabmal der Familie Otto Baumann, 1908 |                                                                          |
| 09030321 | Seestraße 124 (Lage) | Erbbegräbnisstätten auf dem St. Paul-Kirchhof I                                                                                 | Grabmal der Familie Fritz Eicke, 1914 |                                                                          |
| 09030321 | Seestraße 124 (Lage) | Erbbegräbnisstätten auf dem St. Paul-Kirchhof I                                                                                 | Grabmal der Familie Friedrich Voss, 1917 |                                                                          |
| 09030321 | Seestraße 124 (Lage) | Erbbegräbnisstätten auf dem St. Paul-Kirchhof I                                                                                 | Grabmal der Familie Richard Just, 1918 |                                                                          |
| 09030321 | Seestraße 124 (Lage) | Erbbegräbnisstätten auf dem St. Paul-Kirchhof I                                                                                 | Grabmal der Familie Max Runge, 1925 |                                                                          |
| 09030321 | Seestraße 124 (Lage) | Erbbegräbnisstätten auf dem St. Paul-Kirchhof I                                                                                 | Grabmal einer unbekannten Familie, um 1910 | 09030321 Grab einer unbekannten Familie                                  |
| 09030322 | Seestraße 125 (Lage) | Erbbegräbnisstätten auf dem Nazarethkirchhof I                                                                                  | Grabmal der Familie Fritz Schultze, 1889 | 09030322 Gräber                                                          |
| 09030322 | Seestraße 125 (Lage) | Erbbegräbnisstätten auf dem Nazarethkirchhof I                                                                                  | Grabmal der Familie Carl Kraatz, um 1900 |                                                                          |
| 09030322 | Seestraße 125 (Lage) | Erbbegräbnisstätten auf dem Nazarethkirchhof I                                                                                  | Grabmal der Familie Otto, um 1910 |                                                                          |
| 09030323 | Seestraße 126 (Lage) | Erbbegräbnisstätten auf dem St. Johannis-Kirchhof II                                                                            | Grabmal der Familie Jakob Feibicke, 1882 | 09030323 Grabwand                                                        |
| 09030323 | Seestraße 126 (Lage) | Erbbegräbnisstätten auf dem St. Johannis-Kirchhof II                                                                            | Grabmal der Familie Fritz Kopp, 1884 |                                                                          |
| 09030323 | Seestraße 126 (Lage) | Erbbegräbnisstätten auf dem St. Johannis-Kirchhof II                                                                            | Grabmal der Familie Wilhelm Hindermann, 1885 |                                                                          |
| 09030323 | Seestraße 126 (Lage) | Erbbegräbnisstätten auf dem St. Johannis-Kirchhof II                                                                            | Grabmal der Familie Hindermann, um 1905 |                                                                          |
| 09030323 | Seestraße 126 (Lage) | Erbbegräbnisstätten auf dem St. Johannis-Kirchhof II                                                                            | Grabmal der Familie Lessing, 1905 |                                                                          |
| 09030323 | Seestraße 126 (Lage) | Erbbegräbnisstätten auf dem St. Johannis-Kirchhof II                                                                            | Grabmal der Familie Baesler, um 1905 |                                                                          |
| 09030323 | Seestraße 126 (Lage) | Erbbegräbnisstätten auf dem St. Johannis-Kirchhof II                                                                            | Grabmal der Familie Wilhelm Ostermann, 1906 |                                                                          |
| 09030323 | Seestraße 126 (Lage) | Erbbegräbnisstätten auf dem St. Johannis-Kirchhof II                                                                            | Grabmal der Familie Rudolf Arndt, 1929 |                                                                          |
| 09030323 | Seestraße 126 (Lage) | Erbbegräbnisstätten auf dem St. Johannis-Kirchhof II                                                                            | Grabmal für Carl Kopp, 1929 |                                                                          |
| 09030323 | Seestraße 126 (Lage) | Erbbegräbnisstätten auf dem St. Johannis-Kirchhof II                                                                            | Grabmal der Familie Hallert, um 1930 |                                                                          |
| 09030331 | Ungarnstraße 65, 75 (Lage) | Gottfried-Röhl-Grundschule | 3 Kreuzbauten, 1961–1964 vom Hochbauamt Wedding |                                                                          |
| 09030331 | Ungarnstraße 65, 75 (Lage) | Gottfried-Röhl-Grundschule | Verwaltungsbau, 1961–1964 vom Hochbauamt Wedding | Gottfried-Röhl-Grundschule                                               |
| 09030331 | Ungarnstraße 65, 75 (Lage) | Gottfried-Röhl-Grundschule | Turnhalle und Umkleiden, 1961–1964 vom Hochbauamt Wedding |                                                                          |
| 09030331 | Ungarnstraße 65, 75 (Lage) | Gottfried-Röhl-Grundschule | Klassentrakt |                                                                          |
| 09030331 | Ungarnstraße 65, 75 (Lage) | Gottfried-Röhl-Grundschule | Tribünen |                                                                          |
| 09030331 | Ungarnstraße 65, 75 (Lage) | Gottfried-Röhl-Grundschule | Sportplatz |                                                                          |
| 09030333 | Utrechter Straße 25/27 Malplaquetstraße 29–3 (Lage) | 273. und 291. Gemeindeschule | Lehrerwohnhaus, 1914–1916 von Ludwig Hoffmann, Georg Matzdorff, Johann Ullmann, Mettke und Julius Gerecke                                                        | Gemeindeschule Utrechter Straße                                          |
| 09030333 | Utrechter Straße 25/27 Malplaquetstraße 29–3 (Lage) | 273. und 291. Gemeindeschule | 1914–1916 von Ludwig Hoffmann, Georg Matzdorff, Johann Ullmann, Mettke und Julius Gerecke                                                                        |                                                                          |

## Baudenkmale
| Nr.      | Lage                                                      | Offizielle Bezeichnung                                                     | Beschreibung | Bild                                                     |
| -------- | --------------------------------------------------------- | -------------------------------------------------------------------------- | --- | -------------------------------------------------------- |
| 09030378 | Adolfstraße 28 Plantagenstraße 30, 31 (Lage)              | Krematorium Wedding                                                        | 1909–1910 von William Müller (siehe auch Gartendenkmal Gerichtstraße 35–38)                                                                                   | Krematorium Wedding                                      |
| 09030378 | Adolfstraße 28 Plantagenstraße 30, 31 (Lage)              | Krematorium Wedding                                                        | Erweiterungsbau zum vollständigen Krematorium 1913–1915 von Hermann Jansen                                                                                    |                                                          |
| 09030378 | Adolfstraße 28 Plantagenstraße 30, 31 (Lage)              | Krematorium Wedding                                                        | Toranlage |                                                          |
| 09030342 | Amrumer Straße 32 (Lage)                                  | Institut für Zuckerindustrie                                               | Hauptgebäude, 1901–1903 von Anton Adams | Zuchermuseum Amrumer Straße                              |
| 09030342 | Amrumer Straße 32 (Lage)                                  | Institut für Zuckerindustrie                                               | Werkhalle, 1901–1903 von Anton Adams |                                                          |
| 09030342 | Amrumer Straße 32 (Lage)                                  | Teilverlust:                                                               | Werkstattflügel, wurde 2016 teils abgerissen |                                                          |
| 09030343 | Amsterdamer Straße 17–17A Turiner Straße 42/44 (Lage)     | Wohngebäude                                                                | 1929 von Erich Reiss |                                                          |
| 09030343 | Amsterdamer Straße 17–17A Turiner Straße 42/44 (Lage)     | Wohngebäude                                                                | Hofgebäude, 1929 von Erich Reiss |                                                          |
| 09030347 | Barfusstraße 33–33A Holländerstraße 90 (Lage)             | Kapelle auf dem St. Johannes-Evangelist-Kirchhof                           | um 1895 |                                                          |
| 09030360 | Bristolstraße Oxforder Straße (Lage)                      | öffentlicher Straßenbrunnen                                                | nach 1921, aufgestellt um 1930 |                                                          |
| 09030451 | Brüsseler Straße 32 (Lage)                                | Stützpunkt Zeppelin                                                        | 1928 von Hans Heinrich Müller | Brüsseler Straße Stützpunkt Zeppelin                     |
| 09030364 | Buchstraße 3 (Lage)                                       | Mietshaus                                                                  | 1905–1906 von Johannes Dorr |                                                          |
| 09095330 | Dohnagestell 10 (Lage)                                    | Ehem. Hitlerjugendheim                                                     | 1937 von Hanns Dustmann, 1938–1939 umgesetzt in den Volkspark Rehberge (siehe auch Gartendenkmal Afrikanische Straße)                                         | Ehemaliges Haus der Jugend                               |
| 09030367 | Edinburger Straße 7 (Lage)                                | Feuerwache Schillerpark                                                    | 1909–1910 von Ludwig Hoffmann, Georg Matzdorff, Straßmann, Buchholz und Julius Gerecke                                                                        | Feuerwehrwache Schillerpark                              |
| 09030370 | Fennstraße 10 (Lage)                                      | Schering AG, Comptoir- und Magazingebäude, (Altes Hauptlaboratorium M 021) | 1871–1872 von Erdmann |                                                          |
| 09030380 | Gerichtstraße 50–51 (Lage)                                | Postamt N 65                                                               | 1926–1928 von Wilhelm Tietze | Gerichtstraße, Postamt N65                               |
| 09030380 | Gerichtstraße 50–51 (Lage)                                | Postamt N 65                                                               | Reliefs von Reger |                                                          |
| 09030380 | Gerichtstraße 50–51 (Lage)                                | Postamt N 65                                                               | Hinterhofflügel |                                                          |
| 09030388 | Leopoldplatz (Lage)                                       | Ev. Alte Nazarethkirche                                                    | 1832–1835 von Karl Friedrich Schinkel |                                                          |
| 09030389 | Leopoldplatz (Lage)                                       | Ev. Neue Nazarethkirche                                                    | 1889–1893 von Max Spitta |                                                          |
| 09030390 | Liebenwalder Straße 2–3 (Lage)                            | Zinkgießerei                                                               | Wohnhaus, 1875 von E. Bremer |                                                          |
| 09030390 | Liebenwalder Straße 2–3 (Lage)                            | Zinkgießerei                                                               | Stall und Remise, 1878 von H. Eicke, 1888 mit Schornstein von Reimann umgebaut, 1891 von H. Müller erweitert, 1908–1909 aufgestockt und erweitert von Reimann |                                                          |
| 09030396 | Malplaquetstraße Utrechter Straße (Lage)                  | öffentlicher Straßenbrunnen                                                | nach 1892 von Otto Stahn |                                                          |
| 09030397 | Malplaquetstraße Liebenwalder Straße (Lage)               | öffentlicher Straßenbrunnen                                                | nach 1892 von Otto Stahn |                                                          |
| 09030391 | Malplaquetstraße 14–16B Liebenwalder Straße 35–36A (Lage) | Karl-Schrader-Haus                                                         | 1904–1906 von Kristeller und Sonnenthal | Malplaquetstraße Karl-Schrader-Haus                      |
| 09030398 | Maxstraße 2, 3, 4 (Lage)                                  | Brotfabrik Wittler                                                         | Verwaltungsgebäude, 1927–1928 von Kurt Berndt | Maxstraße ehemalige Wittler Brotfabrik                   |
| 09030398 | Maxstraße 2, 3, 4 (Lage)                                  | Brotfabrik Wittler                                                         | Backhaus |                                                          |
| 09030403 | Müllerstraße 58 Barfusstraße 2 (Lage)                     | Wohnhaus                                                                   | 1902–1904 von Heinrich Theising | Müllerstraße 58 Beamtenwohnhaus des Paul-Gerhardt-Stifts |
| 09030404 | Müllerstraße 71–73 (Lage)                                 | Wandgrabmal Türrschmiedt auf dem Domfriedhof II                            | 1877 |                                                          |
| 09030405 | Müllerstraße 74 (Lage)                                    | Centre Français de Berlin                                                  | 1960–1961 von Gerhard Laube | Centre Français de Berlin                                |
| 09030405 | Müllerstraße 74 (Lage)                                    | Centre Français de Berlin                                                  | Kinosaal, 1960–1961 von Gerhard Laube | Centre Français de Berlin                                |
| 09030407 | Müllerstraße 161 (Lage)                                   | Kath. St. Joseph-Kirche                                                    | 1907–1909 von Wilhelm Rincklake und Wilhelm Frydag | Müllerstraße St. Joseph                                  |
| 09030408 | Müllerstraße 163 (Lage)                                   | Kurt-Schumacher-Haus                                                       | 1960–1962 von Wilhelm Nemack | Müllerstraße Kurt-Schumacher-Haus                        |
| 09085075 | Nordufer 31 (Lage)                                        | Ev. Kapelle auf dem Kirchhof der Gemeinden St. Johannis und Heiland        | 1961–1964 von Georg Heinrichs und Hans Christian Müller |                                                          |
| 09030411 | Nordufer 26 (Lage)                                        | Freibad Plötzensee                                                         | 1926–1928 von Walter und Johannes Krüger |                                                          |
| 09030411 | Nordufer 26 (Lage)                                        | Freibad Plötzensee                                                         | 2 Türme |                                                          |
| 09030415 | Pekinger Platz (Lage)                                     | Bedürfnisanstalt                                                           | um 1890 | Pekinger Platz Bedürfnisanstalt                          |
| 09030416 | Plantagenstraße 14 (Lage)                                 | Mietshaus                                                                  | 1888–1989 von F. Lentz |                                                          |
| 09030428 | Schwyzer Straße 2 (Lage)                                  | Kath. St. Aloysius-Kirche                                                  | 1956 von Felix Hinssen | Kath. St. Aloysius-Kirche                                |
| 09030428 | Schwyzer Straße 2 (Lage)                                  | Kath. St. Aloysius-Kirche                                                  | Pfarrhaus |                                                          |
| 09030429 | Seestraße 13 (Lage)                                       | Institut für Gärungsgewerbe und Biotechnologie                             | Labor- und Bibliotheksgebäude, 1896–1897 von Wilhelm Martens                                                                                                  |                                                          |
| 09030429 | Seestraße 13 (Lage)                                       | Institut für Gärungsgewerbe und Biotechnologie                             | Neubau 1958–1962 von Walter Hamann |                                                          |
| 09030429 | Seestraße 13 (Lage)                                       | Institut für Gärungsgewerbe und Biotechnologie                             | Maschinentechnische Abteilung, 1901 von O. Leitholt |                                                          |
| 09030429 | Seestraße 13 (Lage)                                       | Institut für Gärungsgewerbe und Biotechnologie                             | Verbindungsbau, 1936–1937 von Adolph Mattheus |                                                          |
| 09030429 | Seestraße 13 (Lage)                                       | Institut für Gärungsgewerbe und Biotechnologie                             | Tor, 1901 |                                                          |
| 09030430 | Seestraße 93A (Lage)                                      | Kiosk                                                                      | um 1955 | Kiosk Seestraße                                          |
| 09030431 | Seestraße 99 Cornelius-Fredericks-Straße 1 (Lage)         | Mietshaus                                                                  | 1899–1900 von Arnold Kuthe | Seestraße 99                                             |
| 09030432 | Sellerstraße 1 (Lage)                                     | Schering AG, Laborgebäude                                                  | Laborgebäude S 105, 1957–1967 von Heinz Rausendorff |                                                          |
| 09030432 | Sellerstraße 1 (Lage)                                     | Schering AG, Laborgebäude                                                  | Laborgebäude S 106 |                                                          |
| 09030453 | Sellerstraße 16–26 (Lage)                                 | Abspannwerk Scharnhorst                                                    | 1927–1929 von Hans Heinrich Müller | Abspannwerk Scharnhorst                                  |
| 09030453 | Sellerstraße 16–26 (Lage)                                 | Abspannwerk Scharnhorst                                                    | Werkstatt- und Prüffeldtrakt, 1934 von Scherer | Abspannwerk Scharnhorst Werkstatt                        |
| 09030453 | Sellerstraße 16–26 (Lage)                                 | Denkmalverlust: Pförtnerhaus                                               | Abgerissen nach 2005 |                                                          |
| 09030433 | Sprengelstraße 34 Samoastraße 14 (Lage)                   | Ev. Osterkirche                                                            | 1910–1911 von Dinklage, Paulus & Lilloe | Sprengelstraße Osterkirche                               |
| 09030433 | Sprengelstraße 34 Samoastraße 14 (Lage)                   | Ev. Osterkirche                                                            | Pfarr- und Gemeindehaus, 1910–1911 von Dinklage, Paulus & Lilloe                                                                                              |                                                          |
| 09030443 | Tegeler Straße 18–19 (Lage)                               | 285. und 295. Gemeindeschule                                               | 1908–1910 von Ludwig Hoffmann und Straßmann | Brüder-Grimm-Grundschule                                 |

## Gartendenkmale
| Nr.      | Lage | Offizielle Bezeichnung                                               | Beschreibung | Bild                      |
| -------- | --- | -------------------------------------------------------------------- | --- | ------------------------- |
| 09046189 | Afrikanische Straße Dohnagestell Schwarzer Graben Senegalstraße Swakopmunder Straße Transvaalstraße Windhuker Straße (Lage) | Volkspark Rehberge mit Goethepark und Kolonie Rehberge               | Volkspark Rehberge, 1922–1929 und 1930–1938 von Albert Brodersen, Rudolf Germer und Erwin Barth                                            |                           |
| 09046189 | Afrikanische Straße Dohnagestell Schwarzer Graben Senegalstraße Swakopmunder Straße Transvaalstraße Windhuker Straße (Lage) | Volkspark Rehberge mit Goethepark und Kolonie Rehberge               | Goethepark, 1922–1924 von Albert Brodersen und Rudolf Germer                                                                               |                           |
| 09046189 | Afrikanische Straße Dohnagestell Schwarzer Graben Senegalstraße Swakopmunder Straße Transvaalstraße Windhuker Straße (Lage) | Volkspark Rehberge mit Goethepark und Kolonie Rehberge               | Kolonie Rehberge |                           |
| 09046189 | Afrikanische Straße Dohnagestell Schwarzer Graben Senegalstraße Swakopmunder Straße Transvaalstraße Windhuker Straße (Lage) | Volkspark Rehberge mit Goethepark und Kolonie Rehberge               | Sporthaus, 1928–1929 von Friedrich Hellwig                                                                                                 |                           |
| 09046189 | Afrikanische Straße Dohnagestell Schwarzer Graben Senegalstraße Swakopmunder Straße Transvaalstraße Windhuker Straße (Lage) | Volkspark Rehberge mit Goethepark und Kolonie Rehberge               | ehem. Unterkunftshaus/Gewächshaus, 1929–1930 von Friedrich Hellwig, Umbau 1950–1951 & nach 1990                                            |                           |
| 09046189 | Afrikanische Straße Dohnagestell Schwarzer Graben Senegalstraße Swakopmunder Straße Transvaalstraße Windhuker Straße (Lage) | Volkspark Rehberge mit Goethepark und Kolonie Rehberge               | Ringergruppe, 1906 von Wilhelm Haverkamp                                                                                                   |                           |
| 09046189 | Afrikanische Straße Dohnagestell Schwarzer Graben Senegalstraße Swakopmunder Straße Transvaalstraße Windhuker Straße (Lage) | Volkspark Rehberge mit Goethepark und Kolonie Rehberge               | Rathenaubrunnen, 1930 von Georg Kolbe (Wiederherstellung 1987 von Harald Haake)                                                            |                           |
| 09046189 | Afrikanische Straße Dohnagestell Schwarzer Graben Senegalstraße Swakopmunder Straße Transvaalstraße Windhuker Straße (Lage) | Volkspark Rehberge mit Goethepark und Kolonie Rehberge               | Freilichtbühne, 1935–1936 (ab 1948 ergänzt)                                                                                                |                           |
| 09046190 | Bristolstraße 1/11 Corker Straße 25/35 Dubliner Straße 62/66 Oxforder Straße 3/11 Windsorer Straße 3–11 (Lage)              | Gartenanlagen der Wohnsiedlung Am Schillerpark (Bauabschnitte I, II) | 1926–1928 von Bruno Taut (siehe auch Gesamtanlage Bristolstraße 1/27)                                                                      | Schillerpark              |
| 09046190 | Bristolstraße 1/11 Corker Straße 25/35 Dubliner Straße 62/66 Oxforder Straße 3/11 Windsorer Straße 3–11 (Lage)              | Gartenanlagen der Wohnsiedlung Am Schillerpark (Bauabschnitte I, II) | Öffentliche Grünanlage Oxforder Straße |                           |
| 09046193 | Edinburger Straße Barfusstraße Bristolstraße Liverpooler Straße Ungarnstraße (Lage)                                         | Schillerpark                                                         | Park, 1909–1913 von Friedrich Bauer |                           |
| 09046193 | Edinburger Straße Barfusstraße Bristolstraße Liverpooler Straße Ungarnstraße (Lage)                                         | Schillerpark                                                         | Bastion, 1909–1912 |                           |
| 09046193 | Edinburger Straße Barfusstraße Bristolstraße Liverpooler Straße Ungarnstraße (Lage)                                         | Schillerpark                                                         | Bedürfnisanstalten, 1914–1915 von Heinrich Schweitzer                                                                                      |                           |
| 09046193 | Edinburger Straße Barfusstraße Bristolstraße Liverpooler Straße Ungarnstraße (Lage)                                         | Schillerpark                                                         | Sandsteinfigur der Muse Polyhymnia, Spolie, 1749 vom ehem. Akademiegebäude Unter den Linden                                                |                           |
| 09046193 | Edinburger Straße Barfusstraße Bristolstraße Liverpooler Straße Ungarnstraße (Lage)                                         | Schillerpark                                                         | Schillerdenkmal, 1941, Bronzeguss nach dem Original von Reinhold Begas                                                                     | Schillerdenkmal           |
| 09046193 | Edinburger Straße Barfusstraße Bristolstraße Liverpooler Straße Ungarnstraße (Lage)                                         | Schillerpark                                                         | Gasleuchten an der Dubliner Straße |                           |
| 09046194 | Gerichtstraße 35–38 Adolfstraße 28, 29 Plantagenstraße 30, 31 Ruheplatzstraße (Lage)                                        | Urnenfriedhof Wedding                                                | 1828–1879 zweiter städtischer Friedhof, ab 1912 Umgestaltung als Urnenfriedhof von Albert Brodersen (siehe auch Baudenkmal Adolfstraße 38) |                           |
| 09046194 | Gerichtstraße 35–38 Adolfstraße 28, 29 Plantagenstraße 30, 31 Ruheplatzstraße (Lage)                                        | Urnenfriedhof Wedding                                                | Einfriedung, 1922–1924 |                           |
| 09046194 | Gerichtstraße 35–38 Adolfstraße 28, 29 Plantagenstraße 30, 31 Ruheplatzstraße (Lage)                                        | Urnenfriedhof Wedding                                                | Urnennischenmauer (Kolumbarium), 1922–1924                                                                                                 |                           |
| 09046194 | Gerichtstraße 35–38 Adolfstraße 28, 29 Plantagenstraße 30, 31 Ruheplatzstraße (Lage)                                        | Urnenfriedhof Wedding                                                | Haupteingang, 1937 | Eingang zum Urnenfriedhof |
| 09046194 | Gerichtstraße 35–38 Adolfstraße 28, 29 Plantagenstraße 30, 31 Ruheplatzstraße (Lage)                                        | Urnenfriedhof Wedding                                                | Friedhofsverwaltung |                           |
| 09046194 | Gerichtstraße 35–38 Adolfstraße 28, 29 Plantagenstraße 30, 31 Ruheplatzstraße (Lage)                                        | Urnenfriedhof Wedding                                                | Grabmal Familie Eugen Gutmann, 1916 |                           |
| 09046194 | Gerichtstraße 35–38 Adolfstraße 28, 29 Plantagenstraße 30, 31 Ruheplatzstraße (Lage)                                        | Urnenfriedhof Wedding                                                | Grabmal Borchert, 1910 |                           |
| 09046194 | Gerichtstraße 35–38 Adolfstraße 28, 29 Plantagenstraße 30, 31 Ruheplatzstraße (Lage)                                        | Denkmalverlust:                                                      | Für den neubau eines Mehrfamilienhauses, wurde ein Teil des Friedhofes überbaut                                                            |                           |
| 09046195 | Zeppelinplatz 1–6A Genter Straße 33/45 (Lage)                                                                               | Innenhof und Vorgarten am Zeppelinplatz                              | 1925 |                           |

## Ehemalige Denkmale
| Nr.       | Lage                                     | Offizielle Bezeichnung | Beschreibung                               | Bild                             |
| --------- | ---------------------------------------- | ---------------------- | ------------------------------------------ | -------------------------------- |
| 09030395  | Malplaquetstraße Utrechter Straße (Lage) | Bedürfnisanstalt       | um 1890                                    | siehe surveyor.in-berlin.de      |
| unbekannt | Reinickendorfer Straße 113 (Lage)        | Clou Lichtspieltheater | 1953–1954 von Gustav Genz, 2006 abgerissen | siehe photos.cinematreasures.org |